# Кобергер, Аннелиз
Аннелиз Кобергер (англ. Annelise Coberger, род. 16 сентября 1971, Крайстчерч) — новозеландская горнолыжница, серебряный призёр зимних Олимпийских игр 1992 года, первый спортсмен из Южного полушария, завоевавший медаль на зимних Олимпиадах. До 2018 года была единственной новозеландкой во всех видах спорта, завоевавшей медаль на зимних Олимпийских играх.

## Биография
На международной арене дебютировала в 1988 году, заняв 40-е место в гигантском слаломе на чемпионате мира среди юниоров. Специализируясь, в основном, в слаломе, первого успеха добилась в 1990 году, завоевав бронзовую медаль в данной дисциплине на следующем юниорском чемпионате мира. На чемпионате мира 1991 года стала 13-й в комбинации. В сезонах 1990/91 и 1991/92 гг. выиграла Кубок Европы в слаломе, став в общем зачёте, соответственно, 4-й и 3-й. Первую и единственную победу на этапах Кубка мира одержала в дебютном для неё сезоне 1991/92 гг. в Хинтерштодере. На следующих за этой победой трёх предолимпийских этапах Кубка она дважды занимала третье и один раз — четвёртое места.
На Олимпиаде в Альбервиле, занимая в слаломных соревнованиях восьмое место после первой попытки, Кобергер сумела выиграть вторую попытку и в итоге завоевать серебряную медаль, уступив лишь австрийке Петре Кронбергер. Следующий сезон стал самым удачным для Аннелиз за время её выступлений в Кубке мира. Заняв на этапах пять призовых мест, она стала второй в итоговом зачёте среди слаломисток. В следующих сезонах подобных успехов Кобергер не добивалась, завершив свою карьеру в марте 1995 года.
После завершения спортивной карьеры ушла работать в полицию Новой Зеландии.

## Победы на этапах Кубка мира (1)
| № | Сезон   | Дата        | Место        | Дисциплина |
| - | ------- | ----------- | ------------ | ---------- |
| 1 | 1991/92 | 14 янв 1992 | Хинтерштодер | Слалом     |